# Đồng hồ hoa

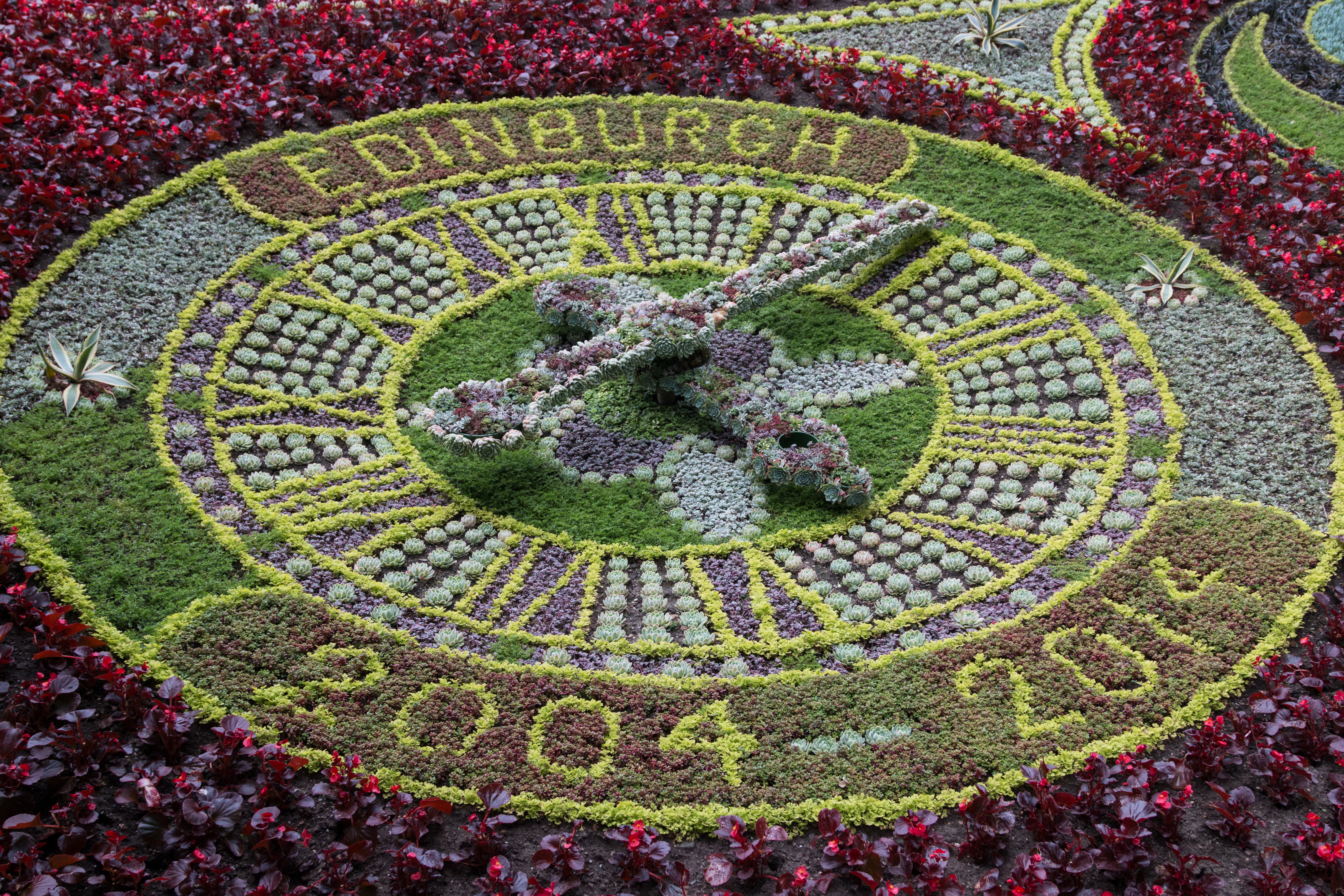
Đồng hồ hoa Edinburgh

Đồng hồ hoa (tiếng Anh: floral clock hay flower clock) là một chiếc đồng hồ trang trí lớn với mặt đồng hồ được hình thành bởi bộ khuôn trồng hoa, thường được tìm thấy trong công viên hoặc khu vực giải trí công cộng khác. Hầu hết đều có thiết kế đặt dưới mặt đất thành thảm hoa, sau đó được trồng để tạo thành hình trực quan dưới dạng mặt đồng hồ với các kim có thể chuyển động trên mặt của chúng.
Chiếc đồng hồ hoa đầu tiên là ý tưởng của John McHattie, Giám đốc Công viên ở Edinburgh, Scotland và thợ làm đồng hồ James Ritchie. Nó được trồng lần đầu tiên vào mùa xuân năm 1903 tại Công viên đường phố Princes. Trong năm đó, nó chỉ có một kim giờ nhưng kim phút được thêm vào trong năm sau. Một con chim cúc cu xuất hiện mỗi giờ được thêm vào năm 1905. Đồng hồ đã sớm được bắt chước trên khắp Vương quốc Anh và sau đó trên toàn thế giới.
Tại Edinburgh, cấu tạo đồng hồ hoa được đặt bên trong phần đế của bức tượng Allan Ramsay để liền kề. Cấu tạo đầu tiên sử dụng các bộ phận được trục vớt từ Nhà thờ Giáo xứ Elie ở Fife đã được cài đặt bởi Ritchie. Một cỗ máy mới đã được cài đặt vào năm 1934 và vẫn được duy trì bởi công ty Ritchie.
Đồng hồ hoa duy nhất có hai mặt được di chuyển bởi cùng một hệ thống được đặt tại Zacatlán, Puebla, Mexico. Nó có hai mặt, mỗi đường kính năm mét (16 ft). Nó được sản xuất bởi Relojes Centenario, một nhà sản xuất địa phương.
Michael Jackson có một chiếc đồng hồ hoa tại Điền trang Neverland của mình.
Những chiếc đồng hồ hoa khác có thể được nhìn thấy trong Vườn Hòa bình Quốc tế ở biên giới giữa North Dakota và Manitoba, Rockford, Illinois và ở Frankfort, Kentucky.
Vào ngày 19 tháng 5 năm 2016, Camarillo Plaza ở California đã tiết lộ một chiếc đồng hồ hoa có đường kính 13 foot (4,0 m). Đồng hồ được tạo ra như một sự cống hiến cho ông David Pick.

## Thư viện ảnh

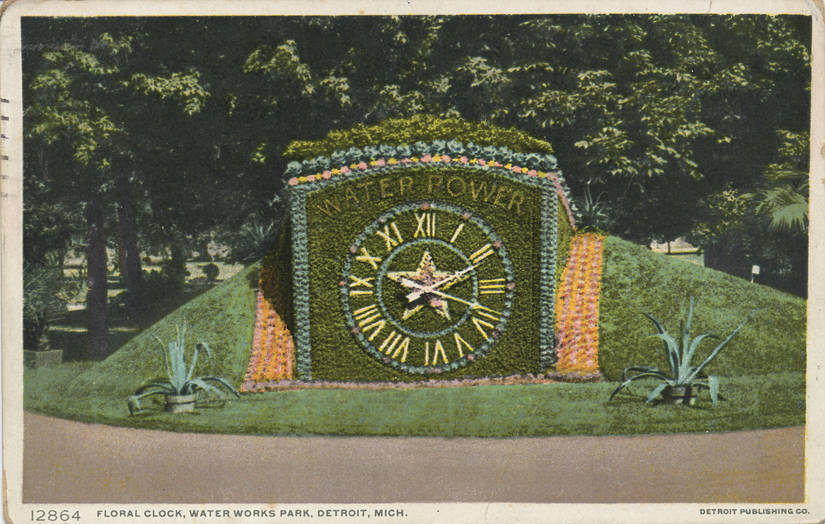
Đồng hồ hoa trong Công viên nước ở Detroit, khoảng những năm 1900
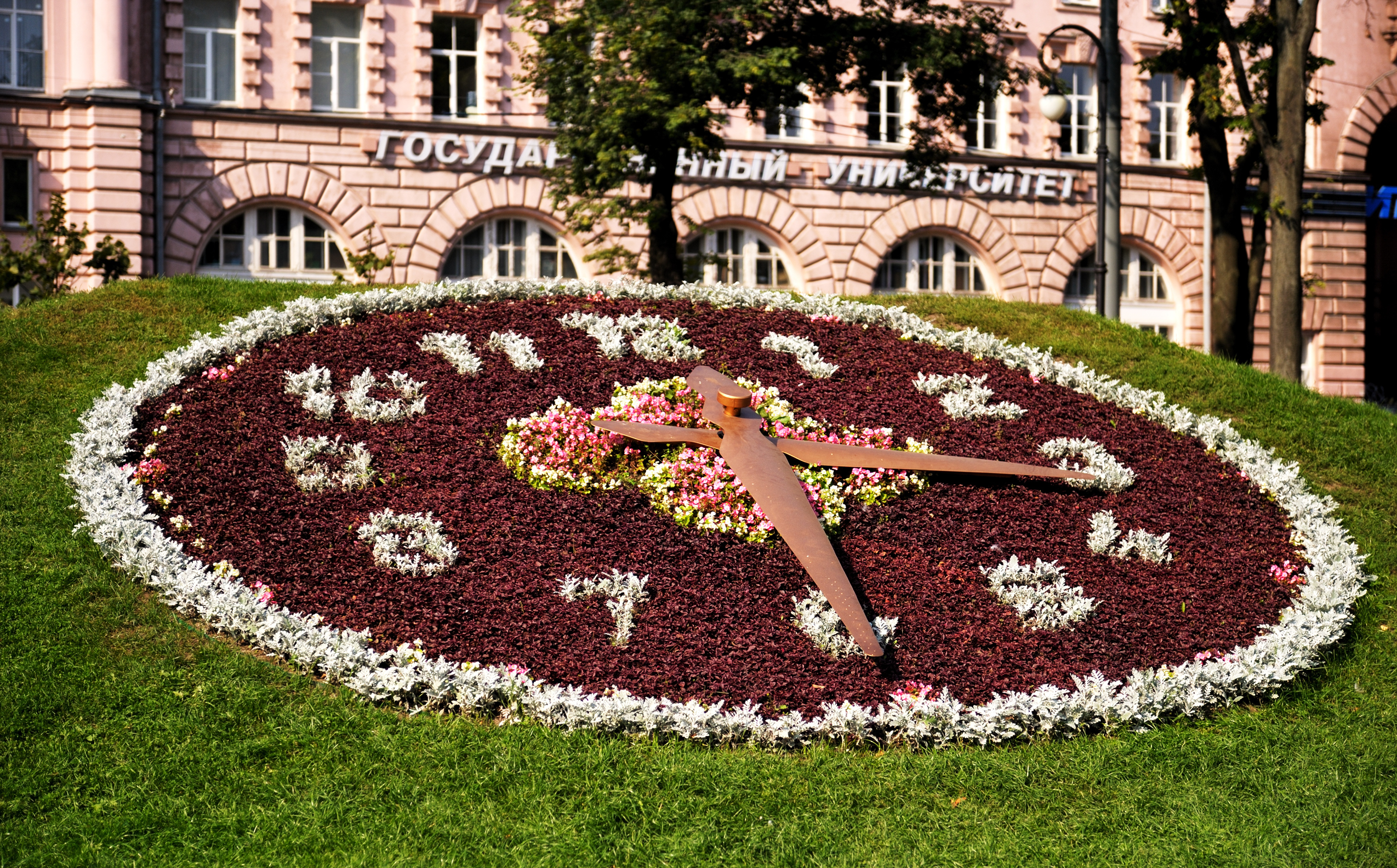
Saint Petersburg, Nga
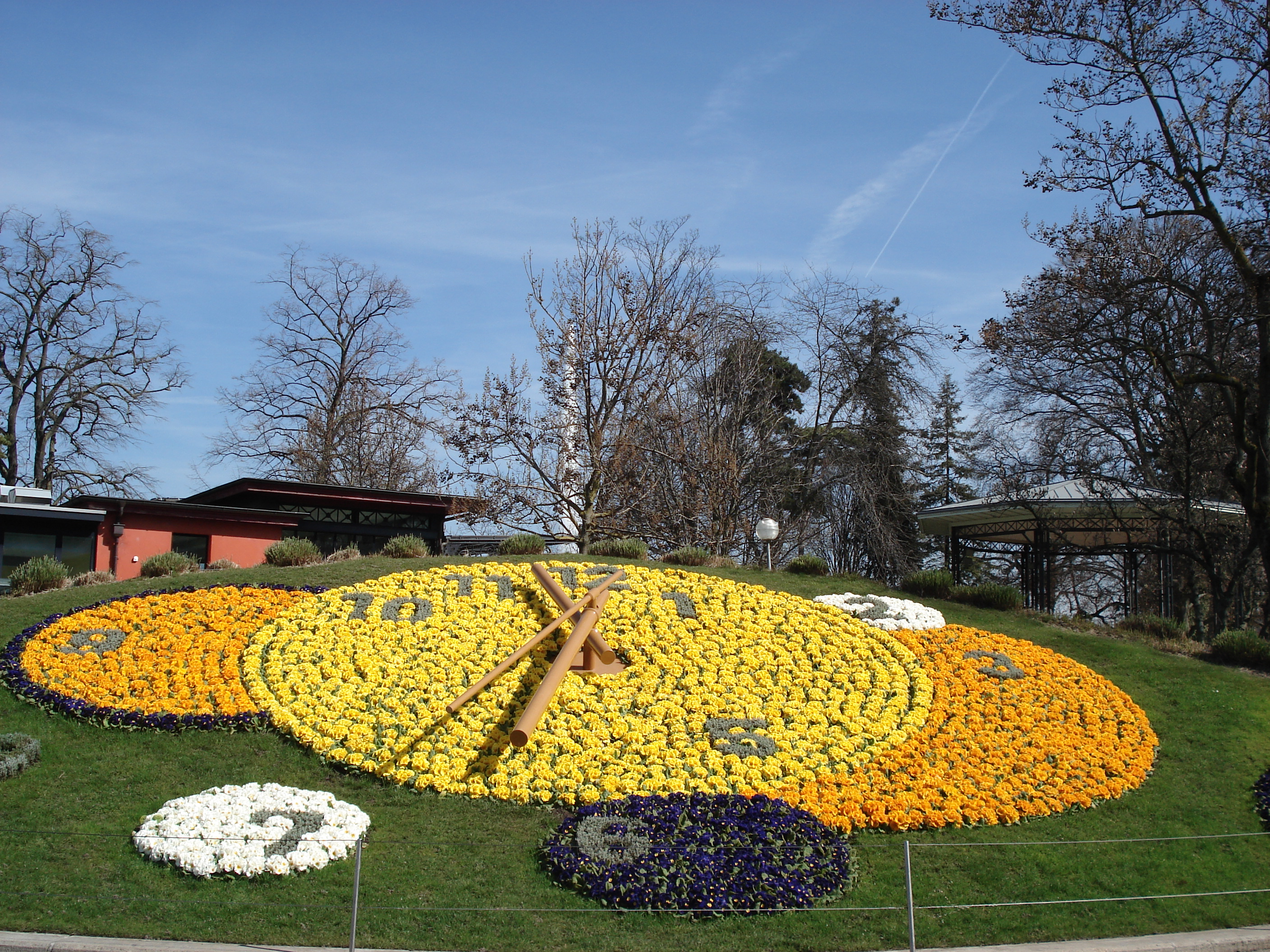
Geneva, Thụy Sĩ
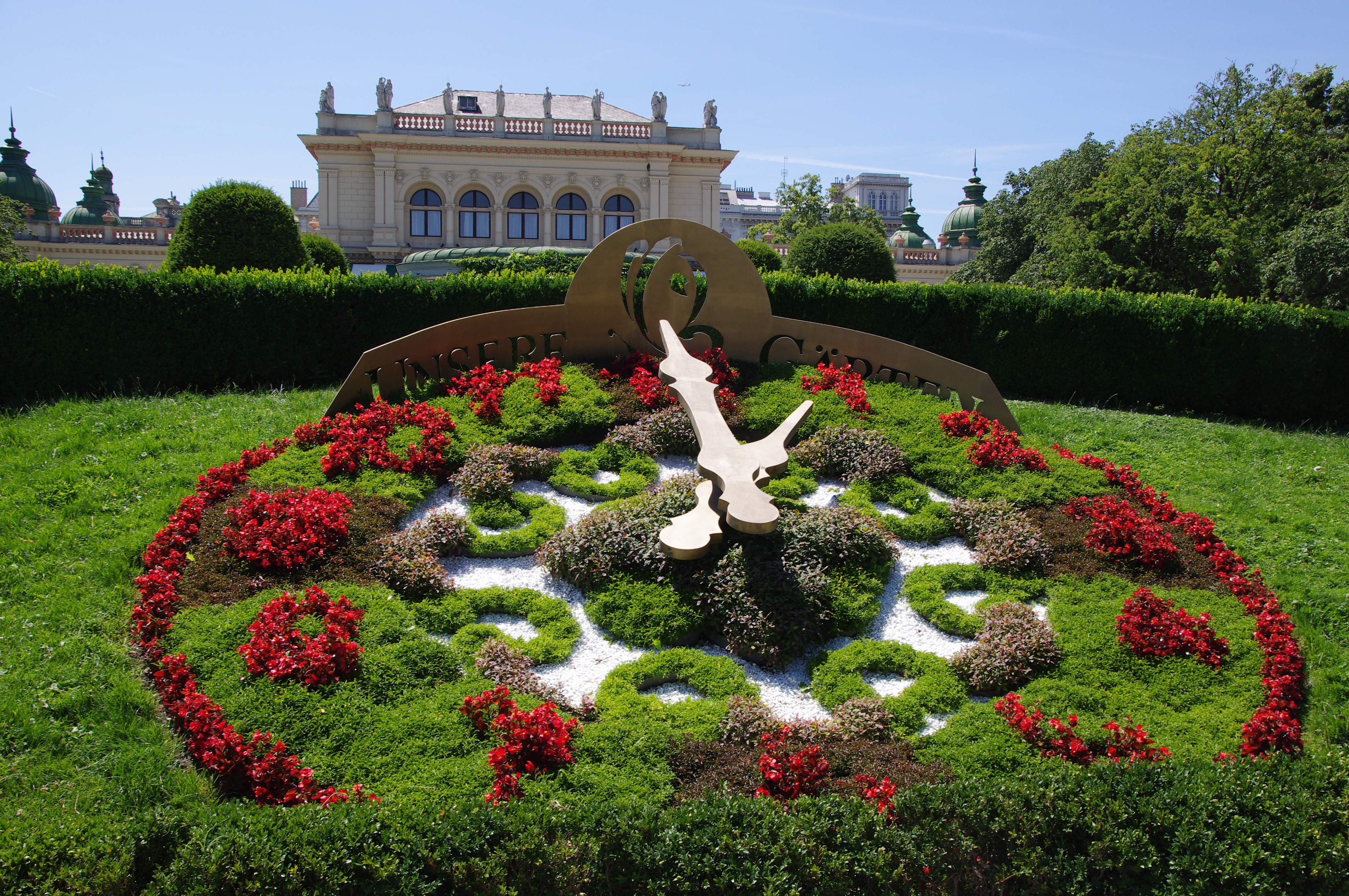
Viên, Áo
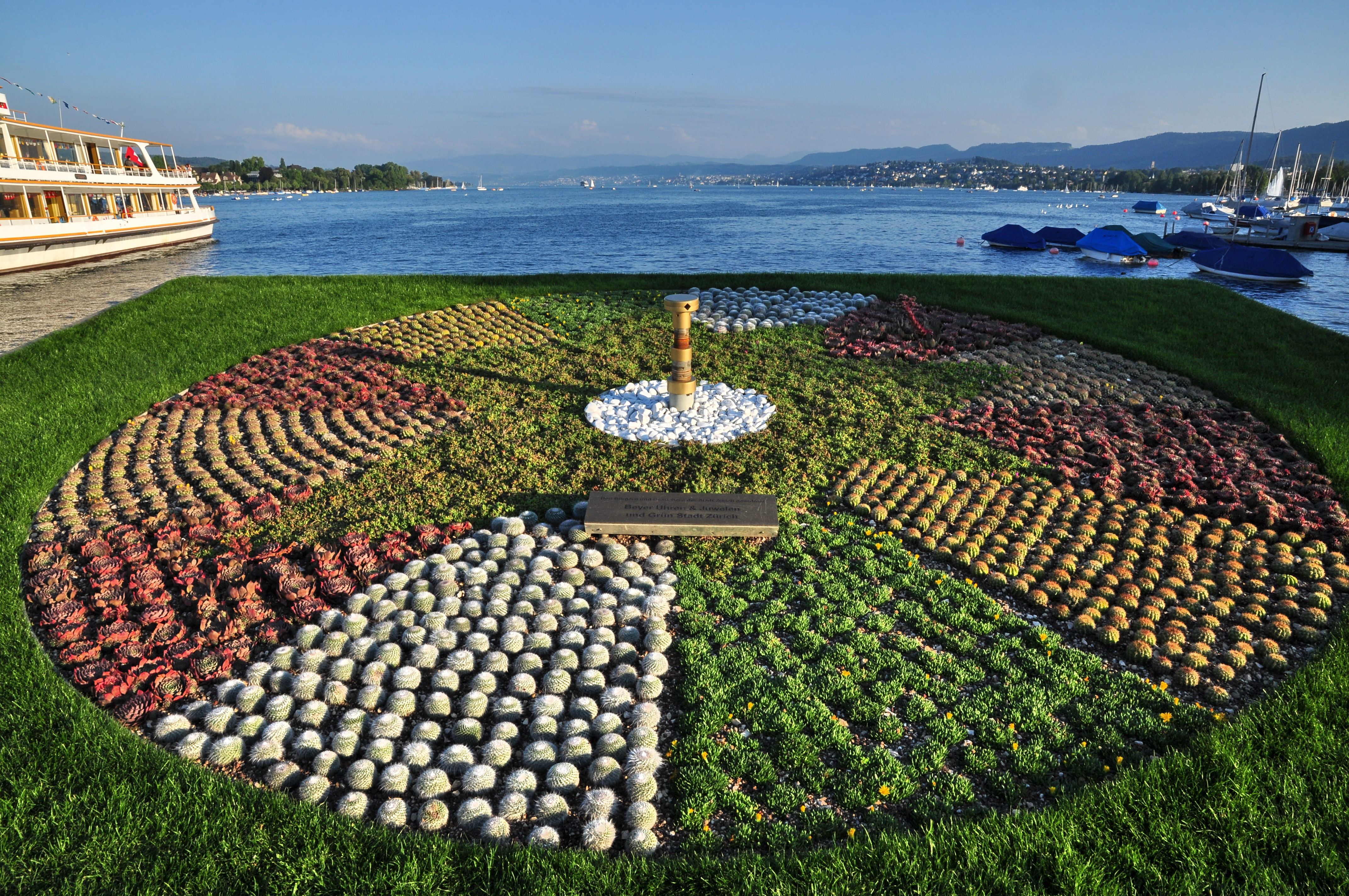
Zürich, Thụy Sĩ
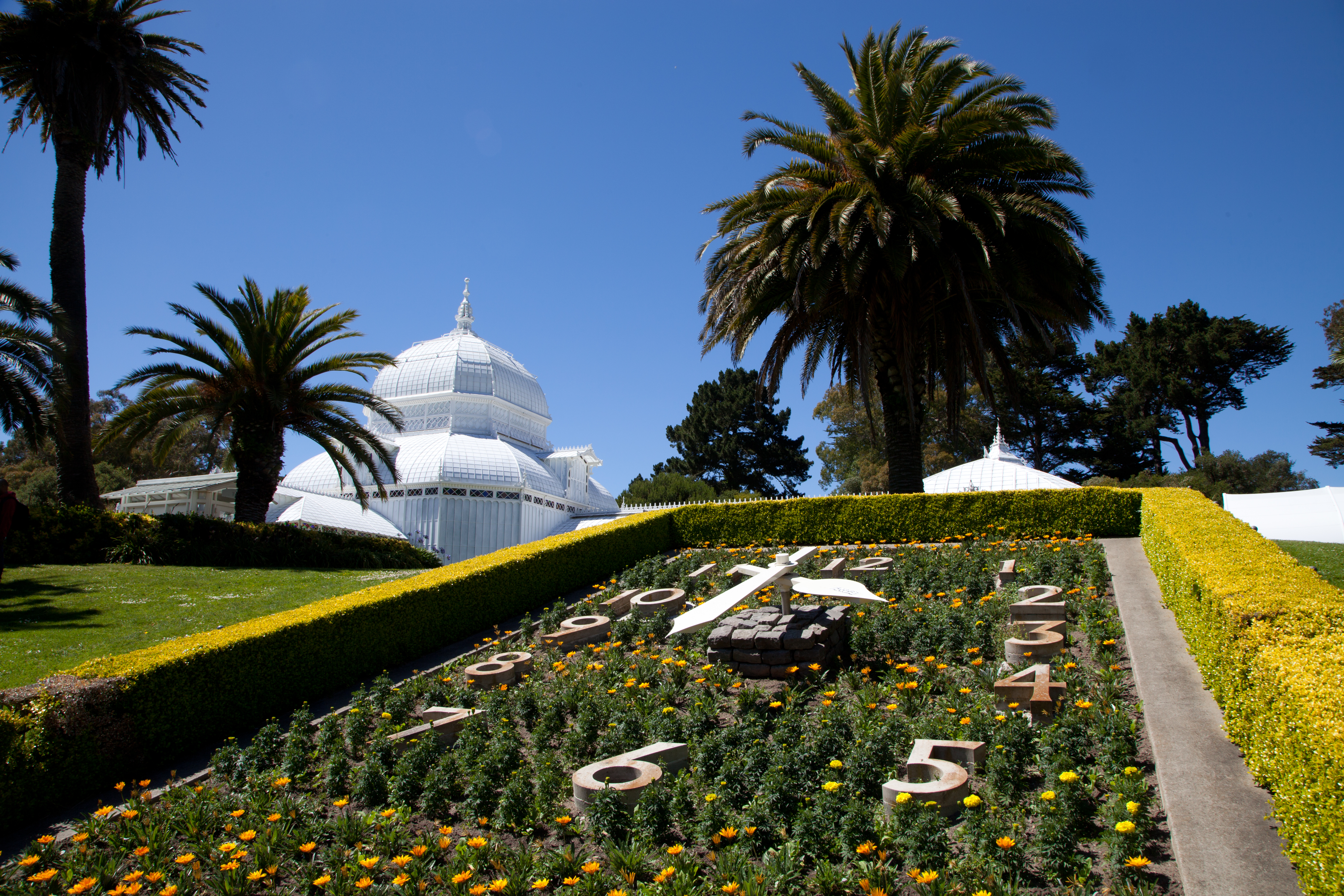
San Francisco, Hoa Kỳ
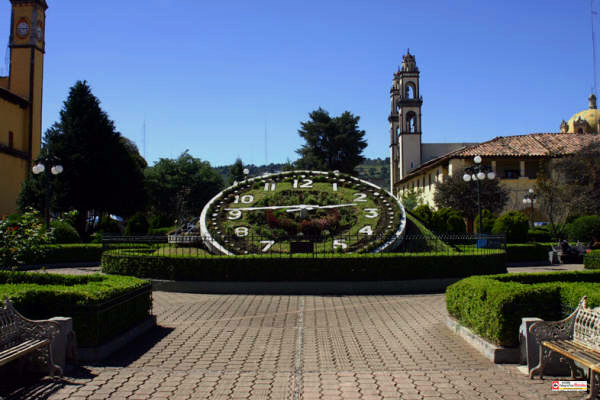
Zacatlán, Mexico
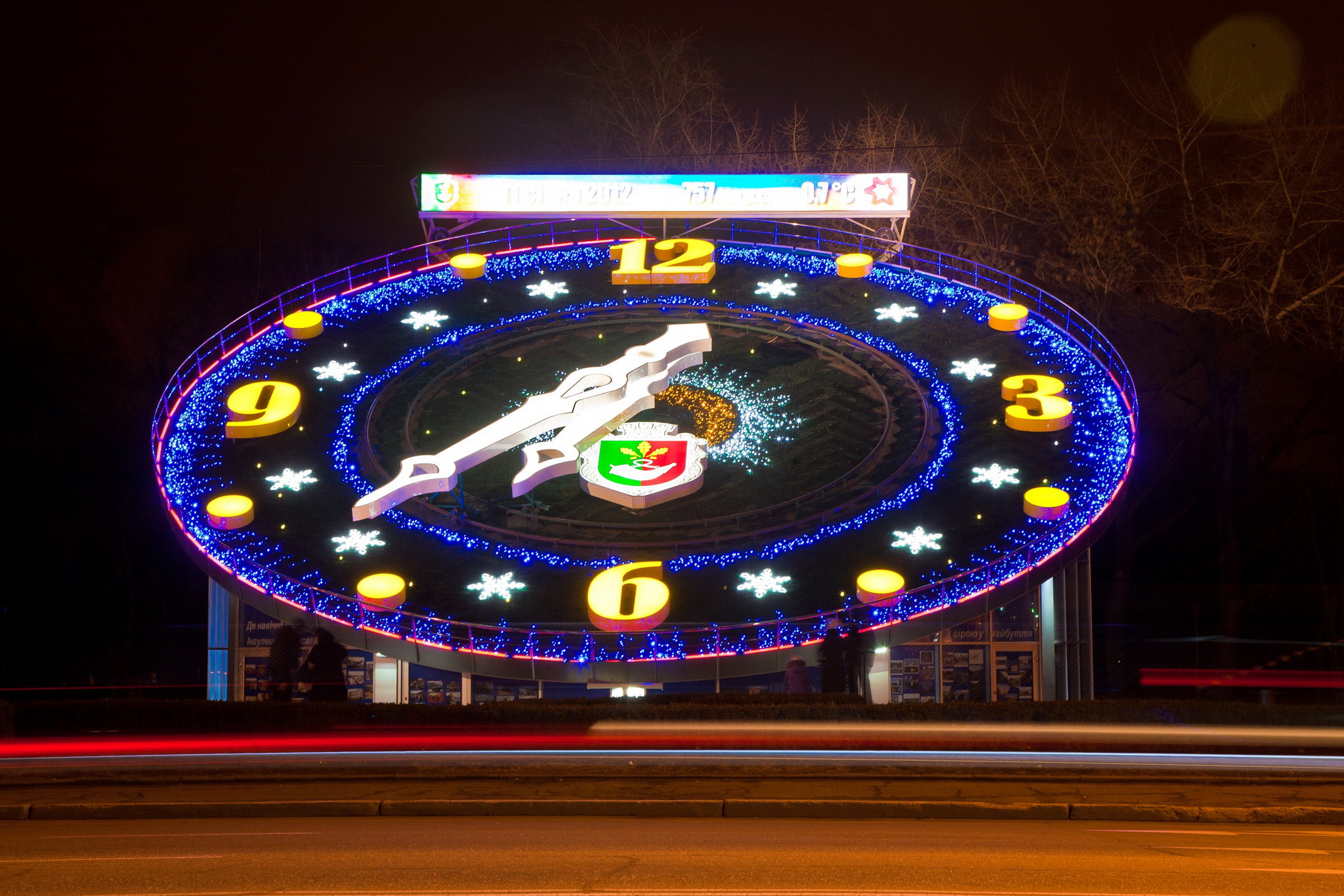
Đồng hồ hoa lớn nhất châu Âu, Kryvyy Rih, Ukraine
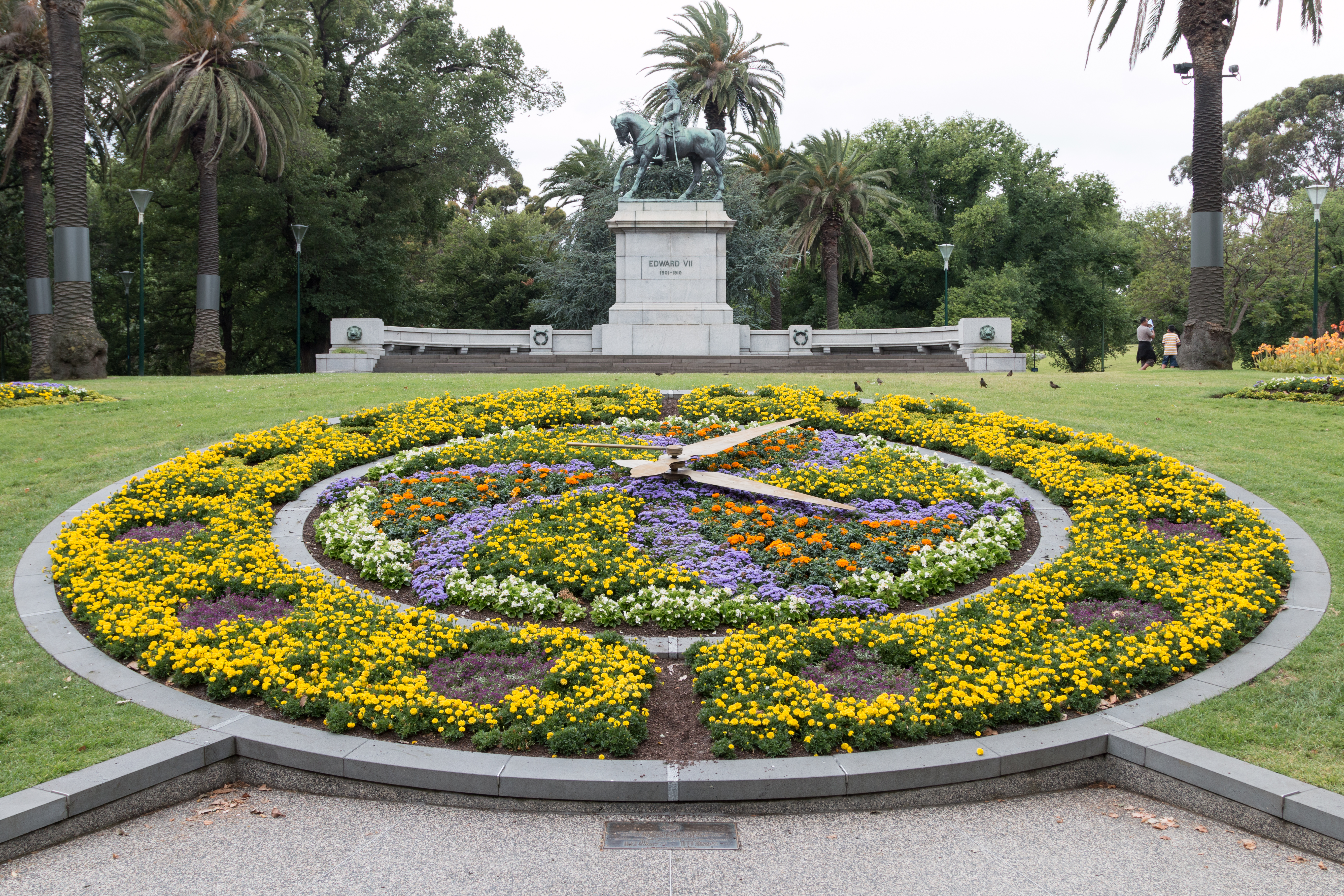
Melbourne, Áo
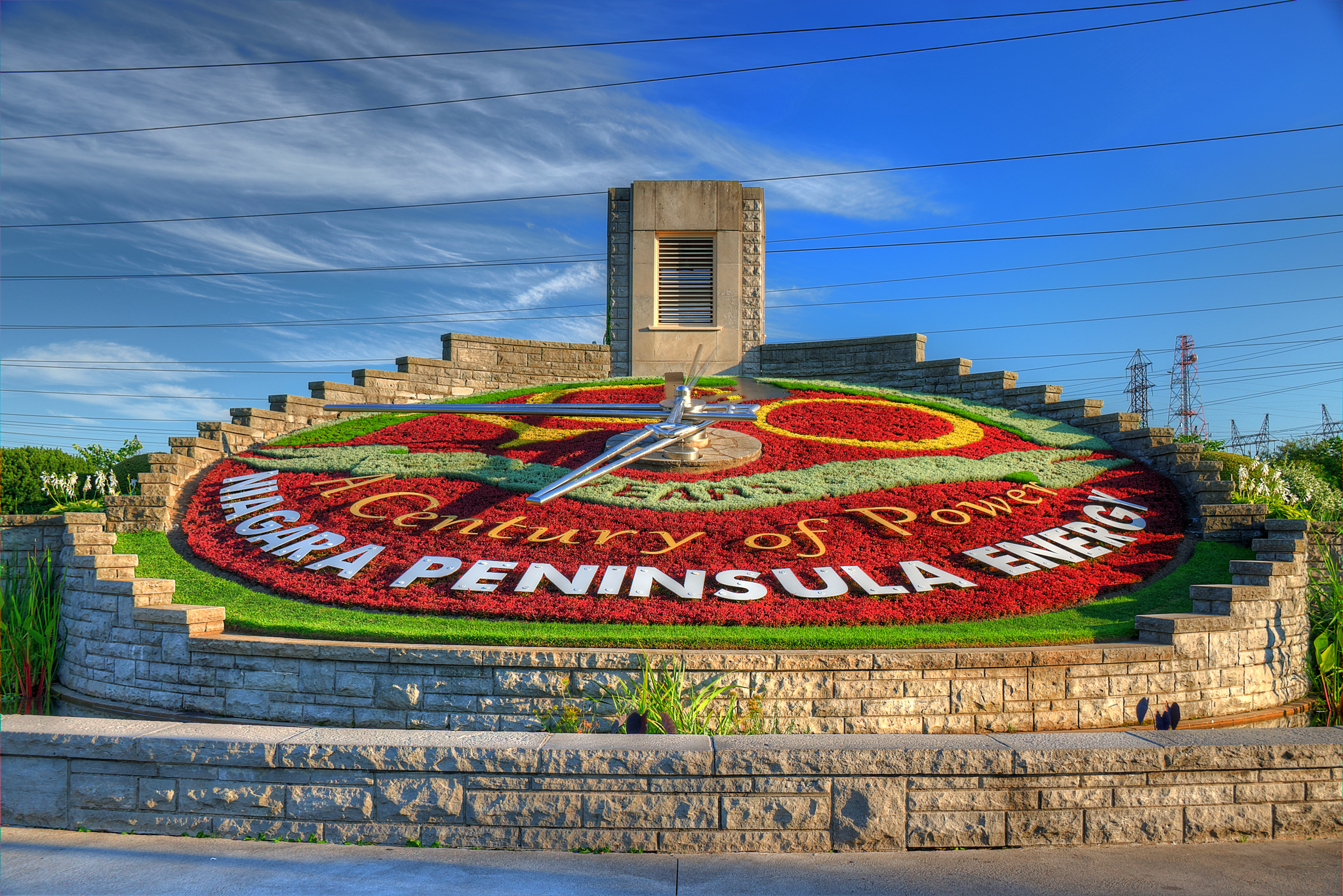
Đồng hồ hoa công viên Niagara (2015)
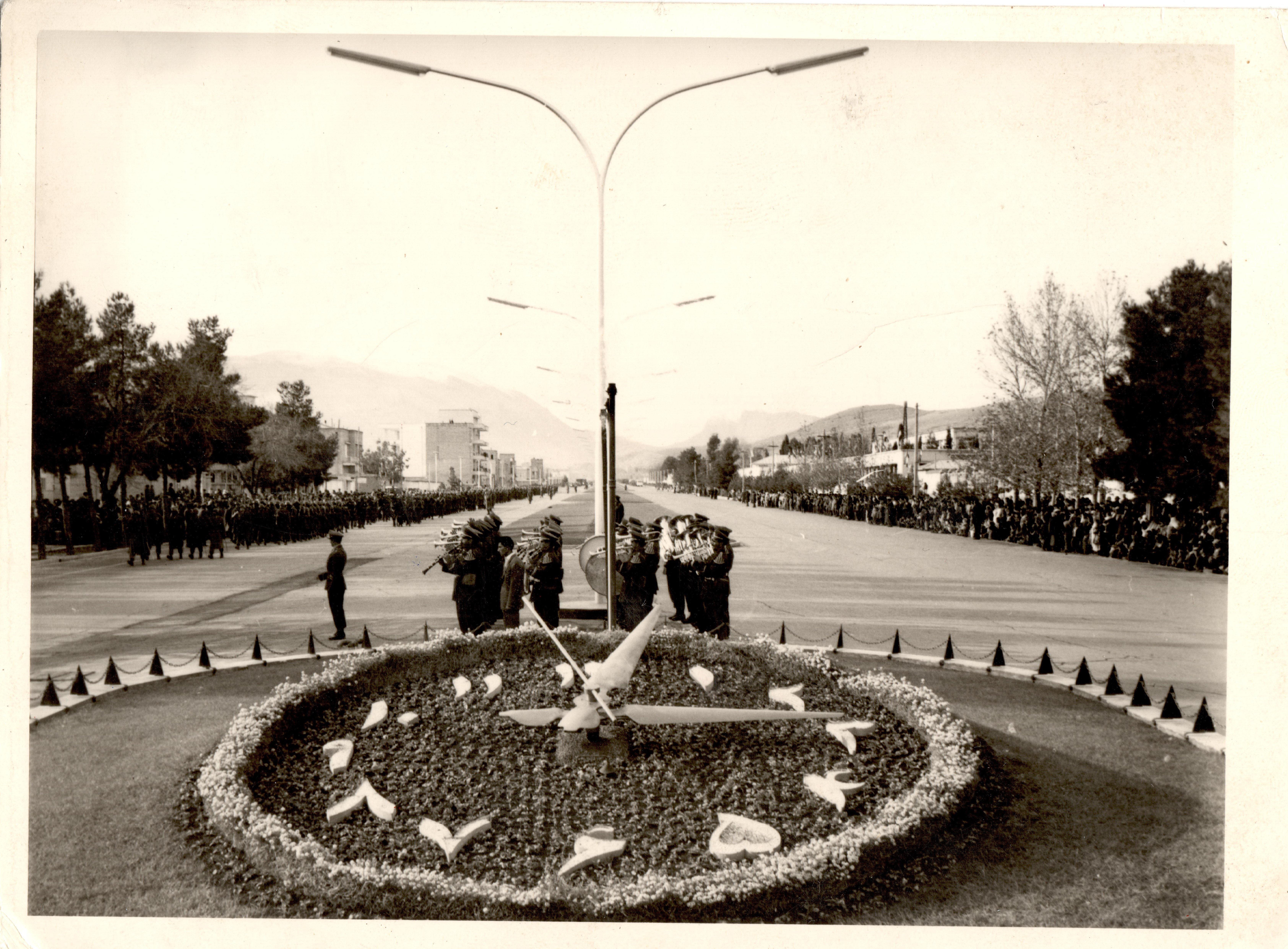
Shiraz, Iran - 1961
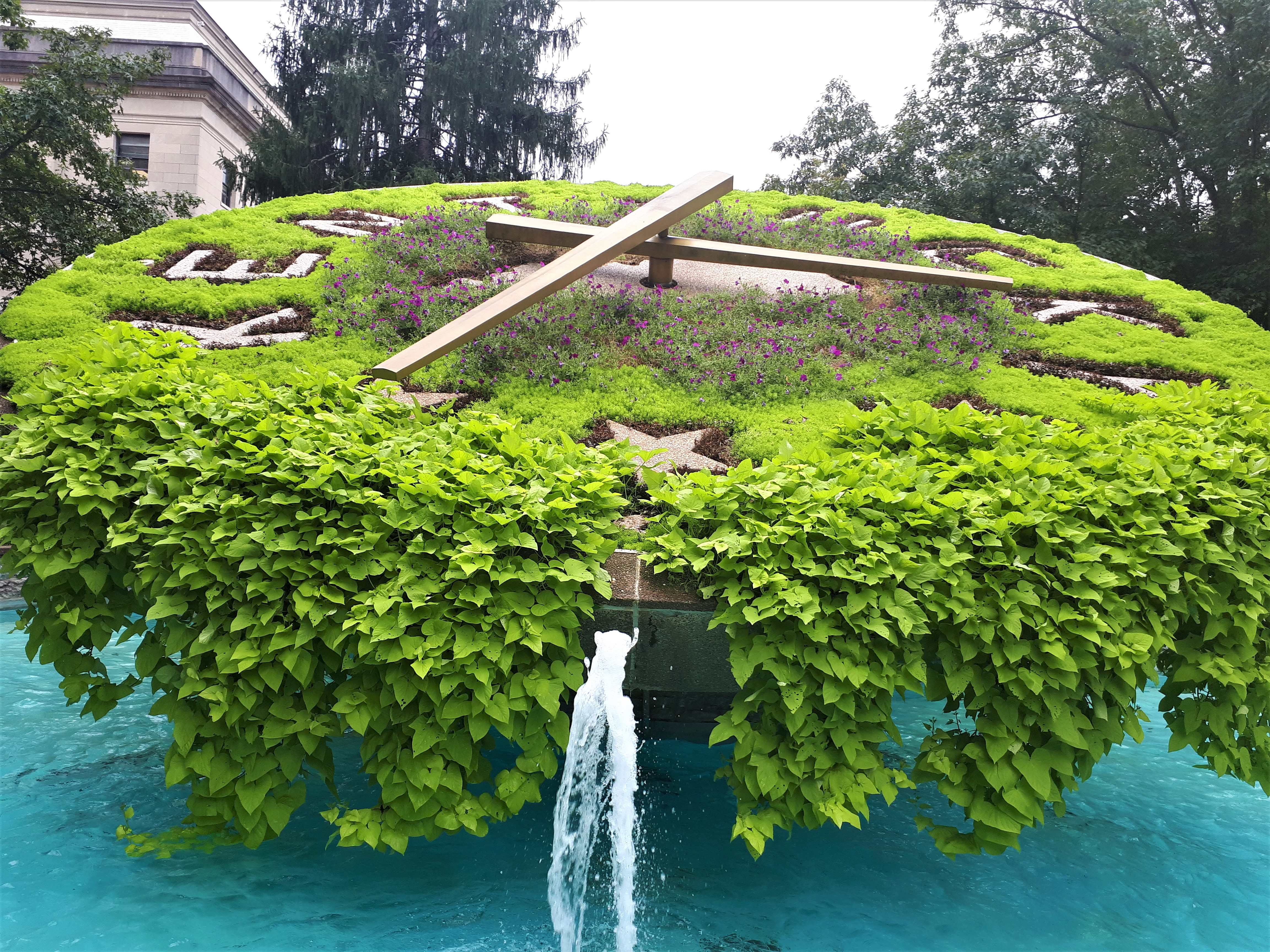
Frankfort, Kentucky, Hoa Kỳ